# Константин Доганов
 Тази статия е за политика.  За дееца на БРСДП вижте Костадин Доганов.  
Константин Тодоров Доганов е български националреволюционер, политик, кмет на Русе (1884 – 1885).

## Биография
Роден е през 1841 г. в Копривщица. Учи в Роберт колеж (Цариград). Установява се в Пловдив и е търговец.
Член на Пловдивския частен революционен комитет и сподвижник на Васил Левски. Осъден по делото за покушението над хасковския чорбаджия хаджи Ставри Примо на заточение в Диарбекир. Заедно с Станьо Врабевски, Петко Милев (Страшникът) и Бойчо Русев успява да избяга през 1876 г.
Участва като доставчик в Руско-турската война (1877 – 1878).
След Освобождението живее в Русе. В началото преживява, като продава билети за театрални представления. Жени се в града, като негови кумове са Наталия и Любен Каравелови. По-късно е кум на Захари Стоянов и Анастасия Обретенова.
Кмет на Русе (декември 1884 – 1 юли 1885). По време на краткия си мандат е принуден да лавира между противоборстващите политически сили в града, за да могат да се проведат нормално отложените общински избори от 17 март за 19 май 1885 г.
Дълги години след това Константин Доганов заема различни административни постове извън Русе.
Неговият брат Никола Т. Доганов също е бил кмет на Русе за кратко. Сродник е на Любен Каравелов. В Централен държавен архив се пазят негови документи и спомени – ф. 888к, 1 опис, 14 а.е.
На 25 май 1900 г. умира в Русе на 59-годишна възраст.